# Karel Machovec
Karel Machovec (* 15. července 1959 Poděbrady) je český politik, v letech 1996 až 1998 poslanec Poslanecké sněmovny PČR za Českou stranu sociálně demokratickou a v letech 1995 až 1997 statutární místopředseda ČSSD a představitel vnitrostranické opozice proti tehdejšímu předsedovi Miloši Zemanovi. V letech 2023 až 2024 byl místopředsedou Sociální demokracie.

## Biografie
V roce 1983 dostudoval VŠCHT v Praze, pak ještě prošel postgraduálním studiem analytické chemie. Do roku 1991 potom pracoval na postu vedoucího agrochemické laboratoře v JZD Choťánky. V roce 1988 se stal kandidátem členství v KSČ. V roce 1991 vstoupil do České strany sociálně demokratické (od roku 2023 Sociální demokracie).
Ve volbách v roce 1996 byl zvolen do poslanecké sněmovny za ČSSD (volební obvod Středočeský kraj). Ve sněmovně setrval do voleb v roce 1998. Byl předsedou sněmovního zemědělského výboru.
Při projednávání návrhu státního rozpočtu na rok 1997 na podzim 1996 hlasoval jako jeden ze čtyř poslanců ČSSD pro návrh a v rozporu s přáním vedení sociální demokracie tak podpořil pravicovou vládní koalici. Miloš Zeman ho následně vyzval k rezignaci na funkce ve vedení strany a přičetl mu vinu za slabší výsledek sociální demokracie v senátních volbách na podzim 1996. V pozdějším čtení návrhu zákona o státním rozpočtu ovšem svou podporu vládě stáhl a na rozdíl od poslanců Jozefa Wagnera a Tomáše Teplíka tak zůstal členem ČSSD. V letech 1996-1997 se okolo Machovce nicméně začal vytvářet pravicověji orientovaný proud, kritický k předsedovi strany Miloši Zemanovi. K této frakci se připojila i Petra Buzková a zpočátku i Stanislav Gross. V prosinci 1996 zaslal Machovec Ústřednímu výkonnému výboru sociální demokracie dopis, ve kterém kritizoval chování Zemana. Bohumínský sjezd ČSSD v březnu 1997 ovšem pro Machovce a jeho stoupence znamenal porážku. Na postu 1. místopředsedy strany Machovce vystřídal Vladimír Špidla. Miloš Zeman ho po sjezdu označil za politickou mrtvolu. Na jaře 1997 nicméně dál pokračoval v kritických aktivitách vůči Zemanovu vedení strany. V dubnu 1997 se účastnil diskuzního fóra o budoucnosti strany, kde vystoupil mimo jiné i Jaroslav Šabata, Rudolf Battěk a Jozef Wagner. Jeho pozici ale dále podkopala takzvaná bamberská aféra vrcholící v roce 1998, kdy Machovec zpočátku potvrdil informace o tom, že špičky ČSSD na schůzce v německém Bambergu v roce 1995 jednaly o finanční podpoře výměnou za personální a programový vliv skupiny sponzorů. V důsledku aféry prosadil Miloš Zeman vyřazení Machovce z kandidátní listiny ČSSD pro sněmovní volby v roce 1998. Po volbách se o něm v srpnu 1998 spekulovalo jako o možném náměstkovi ministra zemědělství ve vládě Miloše Zemana, ale funkci nezískal. Byl ale členem zemědělské komise ČSSD a působil na postu viceprezidenta Agrární komory České republiky.
Jeho mocenský sestup ale pokračoval. V říjnu roce 1999 Machovec rezignoval i na členství v ÚVV ČSSD a na post místopředsedy středočeské sociální demokracie v důsledku kauzy okolo platebních karet na pohonné hmoty, které ČSSD poskytla firma Chemapol a které nebyly řádně vykázány v stranickém účetnictví ani v daňových výkazech.
V komunálních volbách v roce 1994, komunálních volbách v roce 2006 a komunálních volbách v roce 2010 neúspěšně kandidoval do zastupitelstva města Poděbrady za ČSSD. Profesně se k roku 2006 uvádí jako krajský zastupitel, k roku 2010 jako poradce. Jisté politické pozice si udržel na regionální úrovni. V krajských volbách v roce 2000 a opětovně v krajských volbách v roce 2004 byl zvolen do Zastupitelstva Středočeského kraje za ČSSD.
V letech 2014 až 2017 působil v týmu poradců premiéra Bohuslava Sobotky jako poradce pro oblast životního prostředí, energetiky, místního rozvoje a zemědělství.
Na 44. sjezdu ČSSD konaném v lednu 2023 byl zvolen místopředsedou strany. Funkci obhájil i na 45. sjezdu strany v červnu 2023, když ve volbě získal 129 hlasů (ke zvolení bylo potřeba 79 hlasů). Strana se na tomto sjezdu přejmenovala na SOCDEM. Funkci místopředsedy strany zastával do října 2024. V červnu 2025 členství v SOCDEM ukončil v souvislosti s oznámením záměru strany mít své kandidáty na kandidátní listině hnutí Stačilo!.